# خط أنابيب الغاز مأرب - بلحاف
خط أنابيب الغاز مأرب - بلحاف هو خط أنابيب الغاز الرئيسي في القطاع 18 بمأرب في اليمن. وهو يمتد من حقول الغاز في مأرب لتزويد محطة تسييل الغاز الطبيعي في ميناء بلحاف بمعدل 1.140 مليون قدم مكعب لليوم الواحد، ويبلغ طول هذا الأنبوب 320 كم وبقطر 38 إنش، وقد تم دفن الأنبوب بالكامل تحت الأرض بعد إنشائه، ويمرّ مسار خط الأنبوب الرئيسي عبر مناطق صحراوية، وقد تم استكمال عملية إنشاء خط الأنبوب الرئيسي خلال الربع الأخير من العام 2008م كما تمت عملية تسليمه إلى فريق العمليات التابع للشركة اليمنية للغاز الطبيعي المسال بتاريخ 19 يناير 2009م.
تتعرض خطوط أنابيب النفط والغاز لعمليات تخريبية منذ تسببت الاحتجاجات المناهضة للحكومة في فراغ للسلطة في 2011 استغلته الجماعات المسلحة وأدى إلى نقص خطير للغاز وتقليص عائدات الصادرات لليمن.